# Averof Neophytou

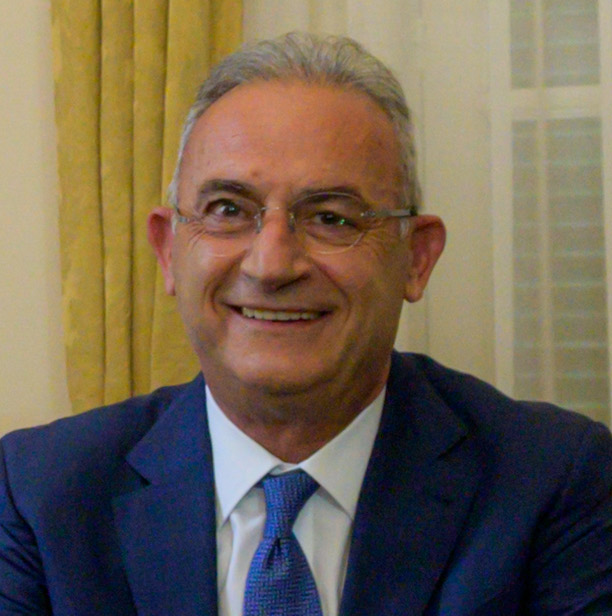
Averof Neophytou (2022)

Averof Neophytou (griechisch Αβέρωφ Νεοφύτου, auch Neofytou transkribiert; * 31. Juli 1961 in Argaka, Bezirk Paphos) ist ein griechisch-zyprischer Wirtschaftswissenschaftler und Politiker. Seit Februar 2013 amtiert er als Vorsitzender der christdemokratisch-konservativen Partei Dimokratikos Synagermos (DISY).

## Werdegang
Averof Neofytou wurde in Argaka im Bezirk Paphos geboren. Nach Abschluss seiner Schulausbildung am Gymnasium von Polis Chrysochous studierte er Wirtschaftswissenschaften und Buchhaltung am New York Institute of Technology im Nassau County auf Long Island. Zudem war er als Bezirkssekretär und danach Vizepräsident der Jugendorganisation NEDISY der Partei Dimokratikos Synagermos tätig. 1991 wurde Neophytou zum Bürgermeister von der Stadt Polis Chrysochous gewählt. 

### Einstieg in die nationale Politik
Das Bürgermeisteramt in Polis Chrysochous hatte er bis 1998 inne, als er für Paphos in das Repräsentantenhaus von Zypern gewählt wurde. Zwischen August 1999 und Februar 2003 amtierte er als Minister für Kommunikation und Arbeit im Kabinett von Präsident Glafkos Klerides. 
Am 25. Mai 2003 wurde Averof Neophytou zum stellvertretenden Präsidenten der Partei Dimokratikos Synagermos gewählt. Im Mai 2006 kehrte er in das Repräsentantenhaus von Zypern zurück und wurde im Mai 2011 sowie 2016 als dessen Mitglied wiedergewählt. Während seiner Amtszeit amtierte er unter anderem als Vorsitzender des Parlamentsausschusses für auswärtige und europäische Angelegenheiten und als Mitglied des Wirtschafts- und Haushaltsausschusses.

### Präsident von DISY
Am 28. Februar 2013 wurde Neophytou schließlich zum Präsidenten seiner Partei gewählt, da der bisherige Amtsinhaber Nikos Anastasiadis zum Präsidenten von Zypern gewählt wurde. Zu dieser Zeit war Zypern von der Finanzkrise schwer getroffen. Der Konkurs mehrerer Banken wie der Bank of Cyprus und der Laiki Bank drohte und damit ein Staatsbankrott der gesamten Republik Zypern. Um dies zu verhindern musste die Europäische Union mit einem Rettungspaket zur Hilfe kommen. 
Die damals neue DISY-Regierung wurde angehalten, die entsprechende Reformen in die Wege zu leiten, um die wirtschaftliche Situation zu sanieren und die tiefe Rezession zu überwinden. Um dies zu erreichen, mussten neben den Bemühungen der Regierung viele notwendige Reformen mit Zustimmung des Parlaments durchgeführt werden. Unter der Führung von Neofytou gelang es DISY, die erforderlich parlamentarische Unterstützung zu erhalten, um die im wirtschaftlichen Anpassungsprogramm für Zypern geforderten Reformen zu verabschieden, obwohl der Partei die parlamentarische Mehrheit im Parlament fehlte. Drei Jahre später trat Zypern aus dem Finanzhilfeprogramm aus und befindet sich wieder auf einem stabilen Wirtschaftskurs.
Unter der Führung von Averof Neofytou war die Partei DISY maßgeblich an der Wiederwahl von Präsident Nikos Anastasiades im Jahr 2018 beteiligt und gewann die Parlamentswahlen in Zypern 2016 sowie die Europawahl in der Republik Zypern 2014 und Europawahl 2019.
Er bewarb sich 2019 um ein Vizepräsidentenamt in der Europäischen Volkspartei. Bei der Wahl zum Staatspräsidenten im Jahr 2023 erhielt er im ersten Wahlgang mit 26,2 % die drittmeisten Stimmen, kam daher nicht in die Stichwahl.

### Privates
Neophytou ist verheiratet mit Maria Selipa und hat einen Sohn namens Perikles. Er spricht Englisch.